# Platygyrium
Platygyrium ist eine Moosgattung aus der Ordnung der Hypnales. 

## Merkmale
Die Stämmchen sind niederliegend und mehr oder weniger regelmäßig fiedrig verzweigt. Die Stämmchen- und Astblätter sind ähnlich: gerade oder wenig gebogen. Sie sind oval bis oval-lanzettlich und haben eine scharfe Spitze. Der Blattrand ist zurückgeschlagen und ganzrandig. Die Blattrippe ist kurz und doppelt, kann aber auch fehlen. Die Laminazellen sind prosenchymatisch. Die Blattflügelzellen sind quadratisch bis rechteckig. 
Die Seta ist glatt und rot, die Kapsel steht aufrecht.
Die Gattung vermehrt sich häufig ungeschlechtlich durch blattachselständige Bruchäste.

## Verbreitung und Standorte
Die Gattung kommt in Europa, Asien, Nord- und Mittelamerika vor. 

## Systematik
Die Gattung ist Teil der Familie der Pylaisiadelphaceae. Sie umfasst 5 Arten, davon eine in Europa:
- Platygyrium repens